# Spinocalanus abyssalis
Spinocalanus abyssalis är en kräftdjursart som beskrevs av Giesbrecht 1888. Spinocalanus abyssalis ingår i släktet Spinocalanus och familjen Spinocalanidae.

## Underarter
Arten delas in i följande underarter:
- S. a. pygmaeus
- S. a. abyssalis